# Appendispora australiensis
Appendispora australiensis är en svampart som beskrevs av J. Fröhl. & K.D. Hyde 1999. Appendispora australiensis ingår i släktet Appendispora och familjen Didymosphaeriaceae.   Inga underarter finns listade i Catalogue of Life.